# Andreas Barraud
Pour les articles homonymes, voir Barraud.
Andreas Barraud, né le 15 novembre 1957, est une personnalité politique schwytzoise, membre de l'Union démocratique du centre (UDC).  
Il siège au Conseil d'État du canton de Schwytz de juillet 2008 à fin 2022, d'abord au département de l'environnement, puis celui de l'économie  

## Biographie
Andreas Barraud naît le 15 novembre 1957.
Après un apprentissage de dessinateur en bâtiment, il suit une formation d'informaticien en cours d'emploi et obtient également un diplôme en économie d'entreprise.
De 1993 à 2008, il est directeur et président du conseil d'administration de l'entreprise zurichoise de télécommunications Etes,.
Il habite dans le village de Bennau, rattaché à la commune d'Einsiedeln. Il est marié et père de deux enfants.

## Parcours politique
Il est membre de l'UDC. 
Il fait partie du conseil scolaire du district d'Einsiedeln de 1994 à 2000, puis du conseil de l'éducation du canton de Schwytz jusqu'en 2004.
Il est élu au Conseil cantonal de Schwytz en 2001. Il y siège jusqu'en 2008 et y préside le groupe UDC à partir de 2004.
Le 2 juin 2002, il est candidat à l'élection complémentaire au Conseil d'État après la démission de Franz Marti, mais il échoue pour 839 voix face au représentant du Parti démocrate-chrétien (PDC) Lorenz Bösch, qui est élu avec 17 097 voix,. 
Le 16 mars 2008, il est élu au premier tour au Conseil d'État, remportant un deuxième siège pour l'UDC au gouvernement schwytzois, au détriment d'un des deux sièges du Parti radica-démocratique au lieu d'un des sièges du PDC qui était visé. Il est réélu à trois reprises : le 11 mars 2012, le 20 mars 2016 et le 22 mars 2020, à chaque fois au premier tour,. Il dirige le département de l'environnement à partir de sa prise de fonctions le 1er juillet 2008, puis celui de l'économie à partir du 1er juillet 2016. Il préside le gouvernement du 1er juillet 2014 au 30 juin 2016.
Il annonce le 18 mai 2022 qu'il démissionne du gouvernement à la fin de l'année, atteignant l'âge de la retraite en novembre.

### Positionnement politique
La Neue Zürcher Zeitung le qualifie de représentant modéré de l'UDC.